# 上睑下垂
上瞼下垂（blepharoptosis，ptosis）或睑下垂，俗称“眼皮下垂”，由于上睑提肌或米勒肌的功能不全或缺失致患者平视前方时，上睑不能充分提起，睑缘掩盖瞳孔的一部或全部。有先天性和继发性两类。
上瞼下垂的表现为瞼裂小和上瞼皱褶（双眼皮）消失。如果上睑下垂的程度嚴重，则将盖住瞳孔，阻碍視线，单侧的先天性病例可致弱視，后天性者则很少引起視力减退。双侧瞼下垂常有额肌的代偿性收缩而出现眉弓上提，额纹加深，更甚者头后仰和眼下转，形成一种仰头皱额的特殊姿态。

## 先天性
多为两侧，與遗传有关，常染色体显性或隐性遗传。可单独存在，亦可伴有眼或其它器官的先天性异常。原因是提上瞼肌发育不良或缺如，动眼神经或动眼神经核发育障碍，支配提上瞼肌的动眼神经分支缺如，以及动眼神经核的异常神经支配等。
单纯性的俗称雌雄眼，最为常见；下垂一般较轻或中度，不遮住瞳孔。严重型少见。
瞼下垂伴其它先天性异常，包括内眦赘皮、上直肌麻痹、下斜肌麻痹或全部眼外肌麻痹等。伴其它器官发育异常的包括并指（趾）和多指（趾）等。先天性提上瞼肌肌病的瞼下垂常双侧对称，进展缓慢，并多伴有其它眼外肌麻痹。
先天性反常性提上瞼肌抑制系先天性神经支配反常的一种类型。表现复杂。平視时，眼瞼大小多正常或单眼轻度瞼下垂。但当眼球运动、下颌运动或面部运动时，上瞼立即显著下垂；运动停止后瞼位复原。当张口运动引起先天性瞼下垂加剧而又不伴眼轮匝肌的收缩，则系真正的Marcus Gunn综合征，和面神经炎后再生错向的性质不同。某些产伤婴儿在吸奶时出现单侧瞼下垂，吸吮停止后，瞼下垂消失，这不是一个吸吮反射，而是吸吮动作所引起的松弛（抑制）状态。
Marcus Gunn综合征一侧瞼下垂，张口时垂瞼上提。先天性者多为常染色体显性遗传；后天者见于外伤、肿瘤或脑出血。由于支配提上瞼肌的动眼神经纤维与支配翼外肌的三叉神经纤维之间有异常的中枢性或周围性联系，以致发生错误支配所致。先天性者男性稍多，左眼多见。典型病例为张口时，下颌向对侧（或向前）运动，强行伸舌时则见下垂的眼瞼上提；如果下颌向病侧运动，则上瞼下垂加剧。先天性病例还可有咬肌收缩功能异常、牙釉质发育不全、缺指、足畸形、隐睾、局限性运动性癫痫等表现。

## 后天性
- 机械性系上瞼肿胀、肥厚和重量增加所致。多为两侧。见于重症沙眼、眼瞼水肿、炎症、淀粉样变性或象皮病，以及老年性瞼松弛等。
- 假麻痹性为提上瞼肌无张力引起，而非麻痹。见于老年人、眼长期包扎或眼轮匝肌长期痉挛等。
- 肌源性瞼下垂多双侧受累，程度不等。多发性肌炎、各种肌病均可累及提上瞼肌；以重症肌无力最常见，“午后瞼下垂”系其特点。常伴Cogan上瞼抽动征（lid twitch sign）,表现为眼由向下的凝視位返回原位时，上瞼抽动和上提过度，持续向上凝視亦常出现这一体征。

- 神经源性瞼下垂
  - 核性和核下性动眼神经麻痹
  - 交感麻痹单侧多见，下垂轻度。由Muller肌麻痹引起，系Horner综合征的组成部分。
  - 核上性病变
  - 癔病性大多为双侧，单侧极少见，系瞼部轮匝肌纤维痉挛的结果。一般瞼裂变窄与眉弓上提并存，常伴其它癔病性表现，如黑矇及管状視野等。
  - 代谢性和中毒性

- 假性瞼下垂系上瞼缺乏正常的支撑所致。见于无眼球、小眼球、眼球萎缩、眼球内陷、半侧面部萎缩、老年人眶内脂肪减少，以及外伤性眼球下移等。

## 辭源
上睑下垂的英文 ptosis 是來自於希臘文 πτῶσις (ptōsis, 下垂)，意即「器官或身體部位的異常下垂」。